# Savanna-la-Mar
Savanna-la-Mar es la principal ciudad y capital de la Parroquia de Westmoreland, Condado de Cornwall (Jamaica).
Es una ciudad costera y posee una fortaleza, construida en el siglo XVIII para defender la ciudad de los piratas.
Su población en el año 2010 asciende a 16.427 habitantes.

## Historia
Savanna-la-Mar se estableció originalmente como un asentamiento en la Jamaica española.
En 1780, la ciudad fue completamente destruida por un poderoso huracán conocido como el huracán de Savanna-la-Mar. Fue reconstruida, ya que el puerto era importante para el comercio de esclavos en el Atlántico, así como para el comercio de azúcar.[cita requerida]
Tras la abolición de la esclavitud en Gran Bretaña en 1833 y antes de su abolición en Estados Unidos en 1865, los funcionarios de las colonias caribeñas solían ordenar el interrogatorio de los esclavos cautivos en barcos estadounidenses que llegaban a puertos británicos en el Caribe. Se les daba la opción de quedarse en la colonia y trabajar para obtener su libertad, o permanecer cautivos en el barco que navegaba hacia Estados Unidos. En los casos del Enterprise en Bermudas en 1835 y del Creole en Nasáu entre 1841 y 1842, más de 200 personas esclavizadas obtuvieron la libertad (por medios desconocidos).[cita requerida]
En al menos un caso, los residentes intervinieron y se arriesgaron para ayudar a otros a obtener la libertad. El 20 de julio de 1855, los jamaicanos abordaron el bergantín estadounidense Young America, que había llegado a Savann-la-Mar. Se enteraron de que el cocinero, un hombre llamado Anderson (alias Nettles), había escapado de la esclavitud y, por lo tanto, se le consideraba un fugitivo. Lo llevaron a tierra, donde logró obtener la libertad. (Abordó el barco con papeles de libertad a nombre de Nettles). Los magistrados jamaicanos no interfirieron. El cónsul de los Estados Unidos, R. Monroe Harrison (1768-1858), se quejó del incidente al gobierno colonial británico. También publicó una carta en The New York Times unos días después en la que advertía a los capitanes de barco que no tuvieran a personas negras como parte de su tripulación en los barcos que llegaran a Jamaica, por el riesgo de perderlas.

## Personas notables
- John Dunkley, pintor y escultor.
- Laken Tomlinson, jugador profesional de fútbol americano.